# Article 7 de la Convention européenne des droits de l'homme

Territoire d'application de l'article 7 : États membres de la Convention EDH.

L'article 7 de la Convention européenne des droits de l'homme intitulé « Pas de peine sans loi », est relatif au principe de légalité et de non-rétroactivité de la loi. On ne peut être condamné pénalement qu'en vertu d'un texte pénal précis et clair. Version plus complète de l'expression « nullum crimen, nulla poena sine lege » ou principe de légalité. 

## Disposition
« Article 7 - Pas de peine sans loi
1. Nul ne peut être condamné pour une action ou une omission qui, au moment où elle a été commise, ne constituait pas une infraction d'après le droit national ou international. De même il n'est infligé aucune peine plus forte que celle qui était applicable au moment où l'infraction a été commise.
2. Le présent article ne portera pas atteinte au jugement et à la punition d'une personne coupable d'une action ou d'une omission qui, au moment où elle a été commise, était criminelle d'après les principes généraux de droit reconnus par les nations civilisées. »

## Application
- 1er juillet 1961, Lawless c. Irlande : la détention administrative pendant cinq mois en 1957 d'un membre notoire de l'IRA en application des lois particulières de 1939 et 1940 ne constitue pas une violation de la Convention, car il s'agit d'une mesure de sureté, « une personne ne pouvant être détenue en vertu de cette disposition que si un ministre d'État estime qu'elle se livre, postérieurement à l'entrée en vigueur des pouvoirs de détention conférés par l'article 4, à des activités préjudiciables au maintien de la paix et de l'ordre publics ou à la sûreté de l'État » (§17) lire en ligne.
- 9 février 1995, Welch c. Royaume-Uni: il n'est pas possible d'appliquer une peine (en l'espèce, confiscation) qui a été augmentée par une loi de 1986 postérieure aux infractions pénales reprochées.